# The Selecter
 (novembre 2021).
Si vous disposez d'ouvrages ou d'articles de référence ou si vous connaissez des sites web de qualité traitant du thème abordé ici, merci de compléter l'article en donnant les références utiles à sa vérifiabilité et en les liant à la section « Notes et références ».
The Selecter est un groupe britannique de ska formé à Coventry en 1979, et qui participa à la renaissance de ce genre au tout début des années 1980 à travers le mouvement « 2 tone », au même titre que The Specials, Madness ou The Beat.
Le nom du groupe fait référence au nom que l'on donne au DJ en Jamaïque : « a music selecter » (ou « selecta »).

## Historique
Le premier titre de Selecter, intitulé The Selecter, parait en mai 1979 sur la face B du premier single des Specials, Gangsters, alors que le groupe n'existe pas encore. Il s'agit en réalité d'un morceau instrumental enregistré par Neol Davies avec John Bradbury,.
The Selecter se fait connaître du public avec le titre On My Radio, en novembre 1979. Dans la foulée sort leur premier album Too Much Pressure sous le label 2 Tone Records. L'année 1980 est marquée par le succès des titres Three Minute Hero et Missing Words.
Leur deuxième album Celebrate the Bullet sort en 1981. C'est au cours de cette année que le groupe se sépare. Pauline Black mène alors une courte carrière solo, puis s'oriente vers le théâtre et la télévision où elle joue quelques rôles et présente des émissions.
Sous l'impulsion de Pauline Black et de Neol Davies, The Selecter se reforme en 1991, et réenregistre à cette occasion On My Radio, renommé On My Radio '91.
Cinq albums suivront : The Happy Album, Hairspray, Cruel Britannia, Pucker et Real To Reel. Ceci sans compter les nombreuses compilations et albums live.
En 1999, la maison de disques Trojan Records leur propose de sélectionner quarante-cinq titres dans leur catalogue et de les publier. Le projet fera l'objet de trois albums appelés Trojan songbooks.
Le site officiel est lancé en 2005 : http://www.theselecter.net

## Discographie

### Singles
- 1979 : The Special A.K.A Gangsters vs. The Selecter
- 1979 : On My Radio/Too Much Pressure
- 1980 : Three Minute Hero/Carry Go Bring Come
- 1980 : Missing Words/Street Feeling
- 1980 : The Whisper/Train to Skaville
- 1981 : Celebrate The Bullet/Last Tango in Dub
- 1991 : On My Radio '91
- 1993 : Madness (avec Prince Buster)

## Membres du groupe

### À l'origine
- Pauline Black : chant
- Compton Amanor : guitare
- Charley Anderson : guitare basse
- Charley 'H' Bembridge : batterie
- Desmond Brown (2) : claviers
- Neol Davies : guitare
- Arthur 'Gaps' Hendrickson (†) : chant

(1) remplacé par la suite par Adam Williams
(2) remplacé par la suite par James Mackie

### En 1999
- Pauline Black : chant
- Paul Seacroft : guitare
- Nick Welsh : guitare basse
- Martin Stewart : claviers
- Al Fletcher : batterie
- Dave Barker : chant

### En 2005
- Pauline Black : chant
- Nick Welsh : guitare basse
- Martin Stewart : claviers
- Steve Crittall : guitare
- Winston Marche : batterie